# هرم (فیلم)
«هرم» (انگلیسی: The Pyramid) فیلمی در ژانر ترسناک و ماجرایی است که در سال ۲۰۱۴ منتشر شد.